# Щеглов, Джолинард Андреевич
Джолина́рд Андре́евич Щегло́в (2 декабря 1937, Раздольное — 2023, Москва) — советский и российский физик, специалист в области физики плазмы, лауреат Государственной премии СССР.

## Биография
Родился 2 декабря 1937 года в селе Раздольное Приморского края.
Окончил МФТИ (1963, с отличием) и его аспирантуру (1966, с защитой диссертации) .
С 1966 года работает в Курчатовском институте: младший научный сотрудник (1966—1971), руководитель группы (1971—1975), старший научный сотрудник (1975—1986), с 1986 года — ведущий научный сотрудник.
Доктор физико-математических наук (1983), тема диссертации «Динамика плазмы в центральной зоне токамака».
Лауреат Государственной премии СССР (1986) — за цикл работ «Создание методов лазерной диагностики и исследование высокотемпературной плазмы в физическом эксперименте» (1963—1984).
Семья: 14 марта 1967 года женился на Людмиле Алексеевне Милюшиной, в октябре 1980 развёлся. Сын Андрей (род. 1969) — историк-скандинавист, ведущий сотрудник ИВИ РАН.
В августе 2023 года издание Регнум со ссылкой на неназванный источник сообщило о смерти учёного в его московской квартире.